# 377 (tal)
377 är det naturliga talet som följer 376 och som följs av 378.

## Inom vetenskapen
- 377 Campania, en asteroid.

## Inom matematiken
- 377 är ett udda tal
- 377 är ett sammansatt tal
- 377 är ett defekt tal
- 377 är ett Fibonaccital
- 377 är ett oktaedertal
- 377 är ett centrerat oktaedertal